# Episodi di Punky Brewster (quarta stagione)
La quarta e ultima stagione della serie televisiva Punky Brewster è stata trasmessa in anteprima negli Stati Uniti d'America in syndication tra il 27 aprile 1988 e il 27 maggio 1988.
| nº | Titolo originale               | Titolo italiano | Prima TV USA   | Prima TV Italia |
| -- | ------------------------------ | --------------- | -------------- | --------------- |
| 1  | The Nun's Story                |                 | 27 aprile 1988 |                 |
| 2  | Crushed                        |                 | 28 aprile 1988 |                 |
| 3  | Going to Camp                  |                 | 29 aprile 1988 |                 |
| 4  | Poor Margaux                   |                 | 2 maggio 1988  |                 |
| 5  | Brandon's Commercial           |                 | 3 maggio 1988  |                 |
| 6  | Passed Away at Punky's Place   |                 | 4 maggio 1988  |                 |
| 7  | Christmas Hero                 |                 | 5 maggio 1988  |                 |
| 8  | Cosmetic Scam                  |                 | 6 maggio 1988  |                 |
| 9  | See You in Court               |                 | 9 maggio 1988  |                 |
| 10 | Radio Daze                     |                 | 10 maggio 1988 |                 |
| 11 | Aunt Larnese Is Coming to Town |                 | 11 maggio 1988 |                 |
| 12 | Dear Diary                     |                 | 12 maggio 1988 |                 |
| 13 | The Reading Game               |                 | 13 maggio 1988 |                 |
| 14 | Ouch                           |                 | 16 maggio 1988 |                 |
| 15 | No No, We Won't Go             |                 | 17 maggio 1988 |                 |
| 16 | Bad Dog                        |                 | 18 maggio 1988 |                 |
| 17 | Vice Versa                     |                 | 19 maggio 1988 |                 |
| 18 | Wimped Out                     |                 | 23 maggio 1988 |                 |
| 19 | One Plus Tutor Is Three        |                 | 24 maggio 1988 |                 |
| 20 | The Dilemma                    |                 | 25 maggio 1988 |                 |
| 21 | What's Your Sign?              |                 | 26 maggio 1988 |                 |
| 22 | Wedding Bells for Brandon      |                 | 27 maggio 1988 |                 |